# 司馬蘊
司马蘊（4世纪—415年），东晋宗室，晋元帝曾孙，武陵威王司馬晞之孙。
晋元帝的四叔司馬漼原来被封为淮陵王（治今安徽省明光市女山湖镇邵岗境内）。后来绝嗣。隆安三年（399年）正月辛酉，晋安帝封司馬蘊封为淮陵王，以奉司馬漼之祀，官至散骑常侍。义熙十一年（415年）三月辛巳，司馬蘊去世。司馬晞玄孙司馬安之出继司马蕴，封为淮陵王。
| 前任： 司馬融 | 晋朝淮陵王 399年－415年 | 繼任： 司馬安之 |